# Forcipella
Forcipella är ett släkte av akantusväxter. Forcipella ingår i familjen akantusväxter.
Kladogram enligt Catalogue of Life:
| Forcipella | \| \| Forcipella cleistochlamys \| \| \| \| \| \| Forcipella involucrata \| \| \| \| \| \| Forcipella madagascariensis \| \| \| \| \| \| Forcipella repanda \| \| \| \| |
|            | \| \| Forcipella cleistochlamys \| \| \| \| \| \| Forcipella involucrata \| \| \| \| \| \| Forcipella madagascariensis \| \| \| \| \| \| Forcipella repanda \| \| \| \| |
|            | Forcipella cleistochlamys |
|            | |
|            | Forcipella involucrata |
|            | |
|            | Forcipella madagascariensis |
|            | |
|            | Forcipella repanda |
|            | |